# ExpoCité
ExpoCité est le plus grand site événementiel de l'est du Canada. Situé au cœur de la ville de Québec dans l'arrondissement La Cité-Limoilou, il dispose de nombreux bâtiments et terrains à vocations multiples permettant la tenue de grands rassemblements. Spectacles, salons, événements sportifs, rencontres d'affaires, marché public, activités familiales : l'offre variée permet d'accueillir chaque année plus de deux millions de visiteurs. 

## Localisation
ExpoCité est situé dans le quartier Lairet, dans le quadrilatère formé par l'avenue du Colisée, le boulevard Wilfrid-Hamel, l'autoroute Laurentienne et la rue Soumande.

## Histoire
La Compagnie de l'exposition de Québec, organisme privé, achète le terrain appelé la propriété Gowen en 1898 pour y tenir son exposition agricole annuelle. En 1911, la Ville de Québec achète le site et crée la Commission de l'Exposition provinciale, dont le mandat est d'organiser une grande foire agricole et commerciale qui a lieu à la fin de l'été. La Commission commence à y construire des bâtiments permanents : l'hippodrome de Québec est construit en 1916, le Pavillon de l'industrie et du commerce en 1923, le pavillon de l'Agriculture (futur pavillon de la Jeunesse) en 1930, et surtout le Colisée de Québec en 1949. 
L'Exposition provinciale de Québec prend le nom d'Expo Québec en 1968. Sa tenue a été interrompue après l'édition de 2015.
En 1997, l'ensemble est renommé ExpoCité, du nom du service municipal qui gère, sur une base commerciale, les infrastructures et les activités sur le site de 371 000 mètres carrés.
Parmi les plus récents ajouts importants sont le Centre Vidéotron qui a été inauguré en septembre 2015, et le Centre de foires en 1997. Le pavillon de la Jeunesse a été complètement rénové en 2007 et renommé pavillon Guy-Lafleur en 2024, en hommage au grand hockeyeur québécois. L'espace K, adjacent, a été démoli en 2016.

## Installations
Le site comprend plusieurs édifices et installations sportives, dont les plus importants sont les suivants:
- le Centre Vidéotron (2015)
- le centre administratif (2008)[5]
- le Centre de foires de Québec (1997)
- le Colisée de Québec (1949)
- le Pavillon Guy-Lafleur (1931), anciennement nommé Pavillon de la jeunesse.
- le Grand Marché de Québec (1923), anciennement nommé Pavillon du commerce.
- le Pavillon des arts (1913)
- les pavillons C, D et E, auparavant appelés Pavillons des bovins[3] et utilisés lors des expositions agricoles
- la station de télévision de CFCM-DT (TVA), qui a emménagé en 2016, adjacent au Centre Vidéotron (ancien salon de jeux)
- la place Jean-Béliveau, place publique aménagée devant le Centre Vidéotron et l'Allée commémorative dédiée au hockey[6] (2017)

### Anciens édifices
- L'Hippodrome de Québec, construit en 1916 et démoli en 2012
- L'Espace K, un bâtiment d'exposition jouxtant le pavillon de la Jeunesse, démoli en 2016
- Le Salon de jeux géré par Loto-Québec, aménagé en 2007 et déplacé en 2014 au centre commercial Place Fleur-de-Lys[7]. La station CFCM-DT y a emménagé en 2016.

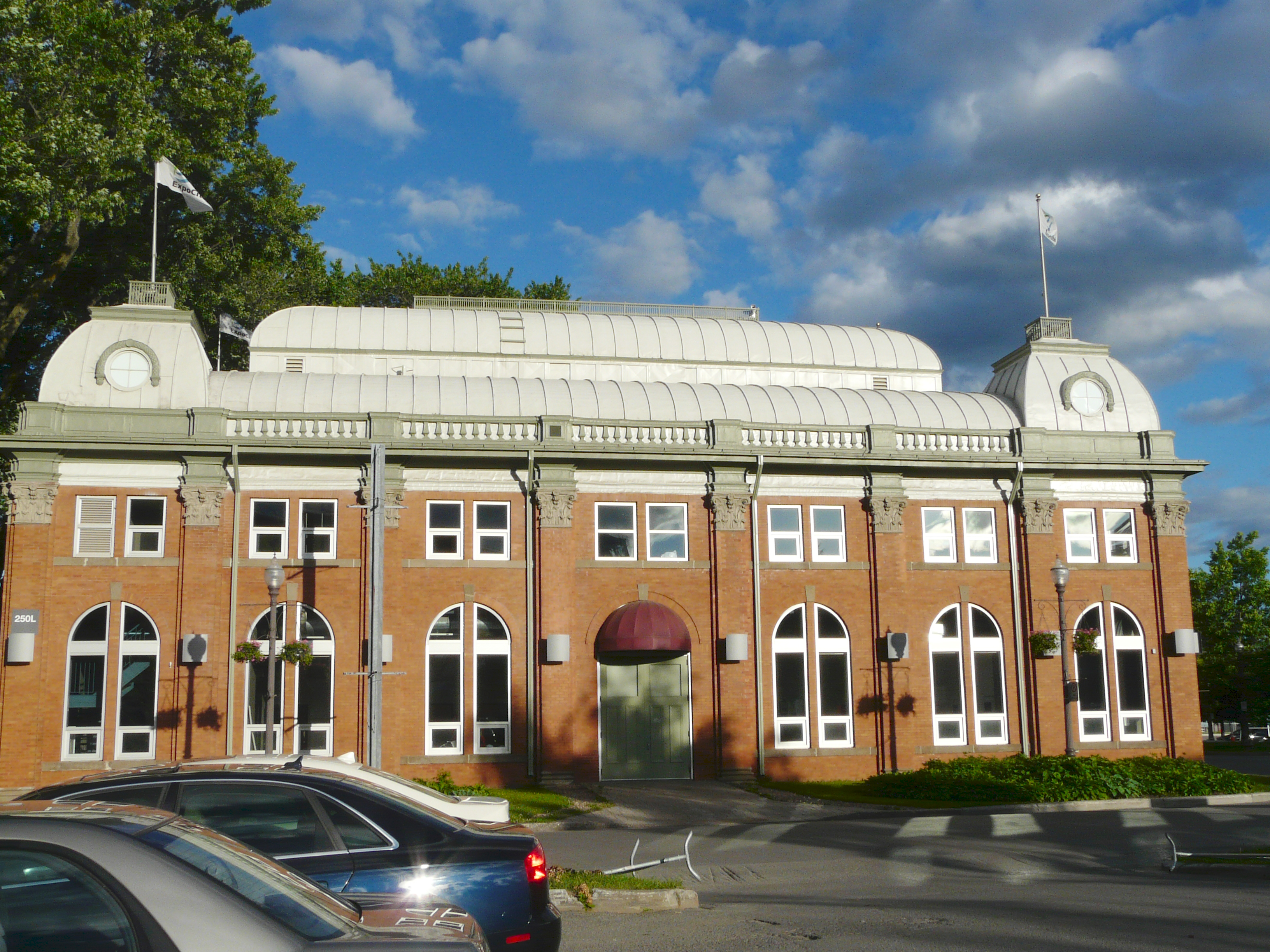
Le Pavillon des arts, plus vieux bâtiment du site
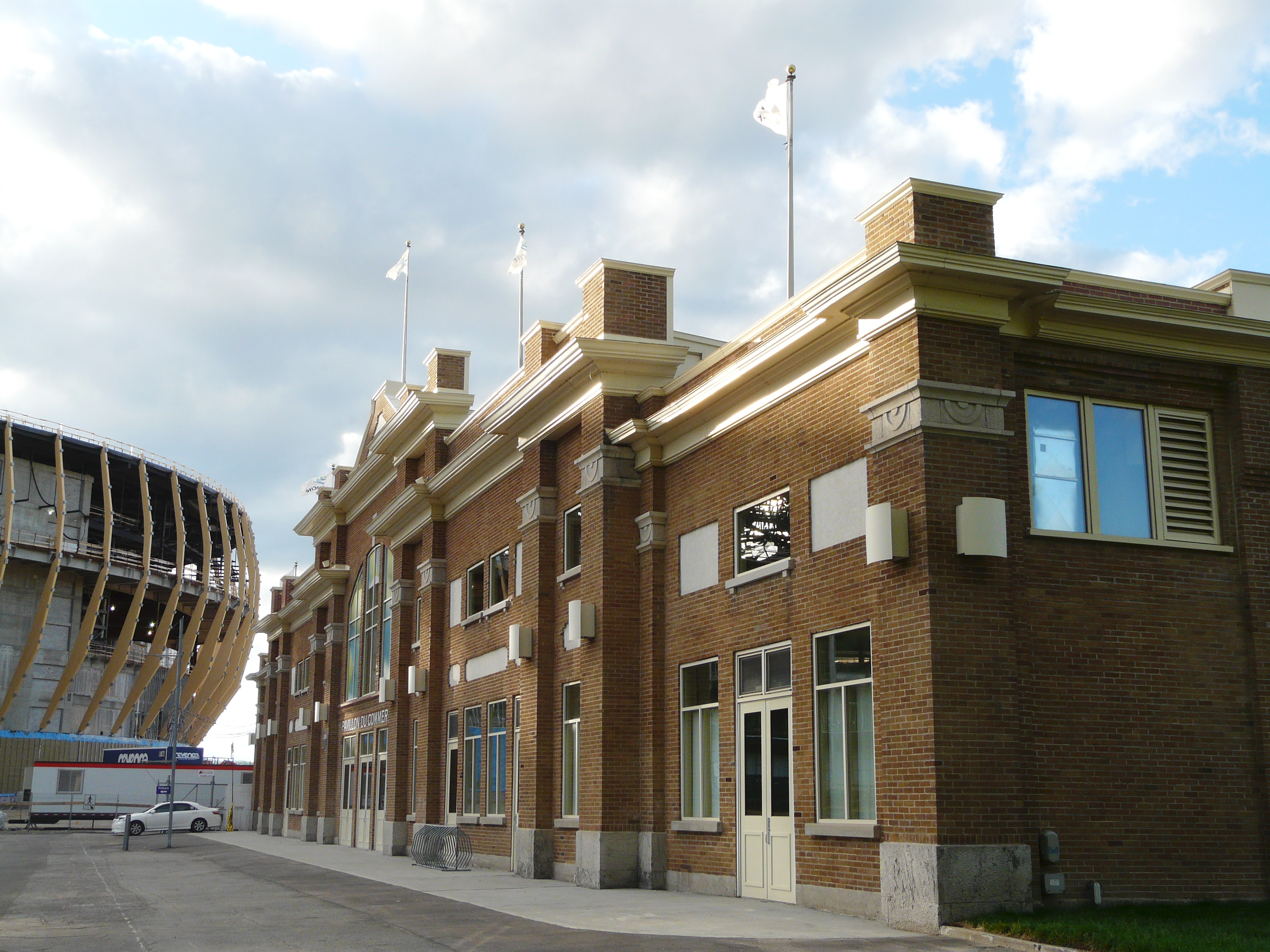
Le Pavillon du commerce, qui est un marché public en 2019
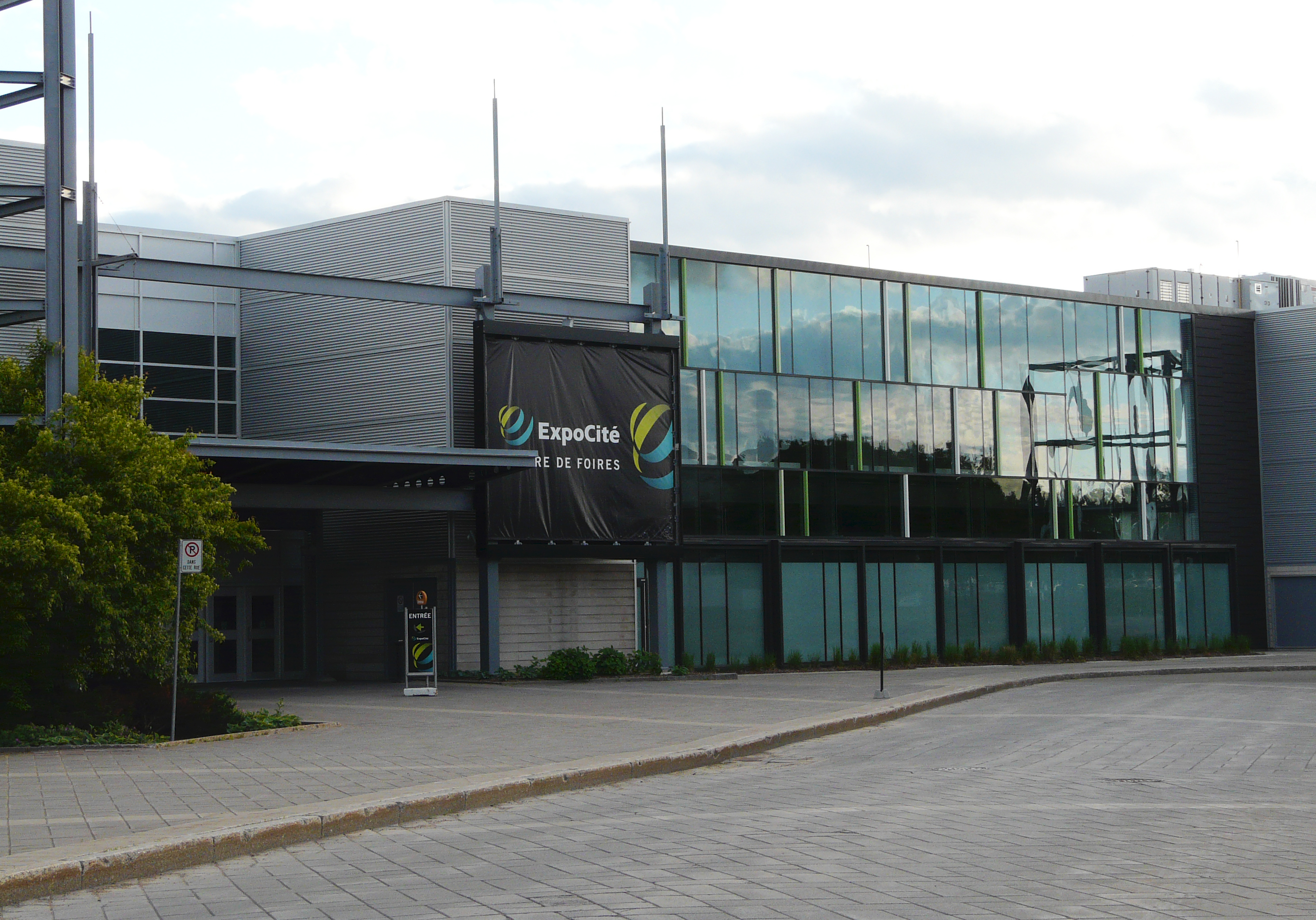
Le Centre de foires de Québec

## Évènements

### Sports
- Remparts de Québec
- Tournoi international de hockey Pee-Wee de Québec (février)
- Marathon Beneva de Québec (octobre)
- 8 au 10 juin 1979 - Courses automobiles - Grand Prix de Québec[8]
- juin 1978 - Courses Automobiles - Grand Prix de Québec
- 25 septembre 1977 - Courses automobiles - Grand Prix de Québec

### Salons
- Salon Industrie et Machinerie Agricole de Québec (février)
- Expo Moto Québec (février)
- Expo habitat (février)
- Salon international de l'auto de Québec (mars)
- Salon du vélo (mars)
- Salon plein air, chasse, pêche, camping et Salon du bateau (mars)
- Foire du VR | Neuf et d'occasion (avril)
- Foire de l'emploi - Capitale Nationale/Chaudière-Appalaches (avril)
- Salon auto sport (mai)
- Événement Tattoo Québec (août)
- Salon du véhicule électrique et hybride rechargeable (septembre)
- Salon Carrière Formation (octobre)
- Salon FADOQ 50 ans+ (octobre)
- Salon du véhicule récréatif de Québec (octobre
- Salon de la motoneige et du quad (novembre)
- Salon du jeu et du jouet (novembre)
- Salon national des animaux de compagnie (novembre)
- Salon de la femme (novembre)
- Salon des artisans (décembre)

### Spectacles
- Centre Vidéotron
- Concerts à la place Jean-Béliveau

### Autres événements
- Igloofest (mars)
- Olympiades québécoises des métiers et des technologies (mai)
- Hit the Floor (mai)
- Coupe Charles-Bruneau (mai)
- Monster Spectacular (juin)
- Festival KWÉ! À la rencontre des peuples autochtones (juin)
- La Grande foire de Québec (août)